# Oberndorf am Neckar
Oberndorf am Neckar è una città tedesca di 14 723 abitanti, situata nel land del Baden-Württemberg.